# Манцевич, Анастасия Петровна
Анастасия Петровна Манцевич ( 1899, Санкт-Петербург — 1982, Ленинград) — советский учёный-археолог, кандидат исторических наук, крупный специалист в области Северного Причерноморья, скифской, фракийской и античной культуры.

## Биография
Родилась в 1899 году в Санкт-Петербурге в семье выходца из белорусских крестьян деревни Иказнь, ныне Браславский район Витебской области, Петра Павловича Манцевича.
С 1924 года работала в Эрмитаже. Сначала научным сотрудником скифской секции Эллино-скифского отделения, а в 1931 г. — в год организации Отдела истории первобытной культуры — возглавила её.
В годы Великой Отечественной войны А.П. Манцевич участвовала в эвакуации коллекций Эрмитажа, в 1941-1942 гг. находилась в блокадном Ленинграде. С 1942 по 1944 г. работала в госпиталях Ленинградского фронта и города Петропавловска.
В послевоенные годы А.П. Манцевич постоянно занималась научной обработкой разнообразного скифского материала, продолжала работу по изучению скифских древностей, хранящихся в Эрмитаже и добытых новыми раскопками скифских курганов в Северном Причерноморье.
Она всегда была в курсе новых археологических открытий, мгновенно откликалась на них и предлагала свои оценки.
Долгие годы А.П. Манцевич являлась членом Общества дружбы СССР — Болгария.
Умерла в 1982 году в Ленинграде.

## Научная деятельность
Анастасия Петровна Манцевич, кандидат исторических наук, была крупным специалистом в области древней истории Северного Причерноморья, блестящим знатоком скифской, фракийской и античной культуры. Её перу принадлежит около 70 работ, напечатанных в разных советских и зарубежных изданиях.
Основным направлением научной деятельности А.П. Манцевич был всесторонний анализ отдельных категорий изделий скифской культуры, всемирно известных шедевров эллино-скифской торевтики, хранящихся в Эрмитаже.
А.П. Манцевич были присущи прекрасное владение материалом, широкая эрудиция, знание и понимание древних вещей. Исключительное значение в её научных исследованиях имели проблемы фрако-скифских связей, взаимовлияние варварской и греческой культур.
Она неоднократно представляла советскую скифологию на международных симпозиумах: в Болгарии (1962, 1976), Югославии (1971), Румынии (1976), где её доклады неизменно привлекали большое внимание учёных.
А.П. Манцевич всегда широко делилась своими знаниями и опытом как со специалистами, так и с начинающими молодыми учёными.

### Курган Солоха
Особое место в творчестве А.П. Манцевич занимал курган Солоха.
Первая работа, посвящённая датировке этого скифского памятника, была опубликована ею в 1945 г. И затем на протяжении почти сорока лет А.П. Манцевич постоянно обращалась к различным материалам кургана, прежде всего уделяя внимание уникальным изделиям древних мастеров: золотому гребню, гориту, парадному мечу и др.
В годы Великой Отечественной войны Анастасия Петровна Манцевич участвовала в эвакуации коллекций Эрмитажа.
В послевоенные годы А.П. Манцевич продолжала свою плодотворную работу по изучению скифских древностей, хранящихся в Эрмитаже и добытых новыми раскопками скифских курганов в Северном Причерноморье. Она всегда была в курсе новых археологических открытий, мгновенно откликалась на них и предлагала свои оценки.

## Значение трудов А.П.Манцевич
Научные интересы А.П. Манцевич были чрезвычайно широки. Помимо исследования материалов самого дорогого ей скифского кургана Солоха, её всегда особо интересовали и были близки своей сложностью и дискуссионностыо проблемы скифо-греческих и скифо-фракийских отношений, взаимопроникновения элементов варварского и эллинского искусства.
Специалистам-скифологам хорошо известна настойчивость, а иногда даже пристрастность, с которыми А.П. Манцевич выявляла элементы фракийской культуры в скифских памятниках Северного Причерноморья. Многие из её «фракийских» атрибуций не представляются скифологам вполне убедительными, хотя А.П. Манцевич была одним из лучших знатоков скифских вещей. Но А.П. Манцевич оказалась, несомненно, права в одном: взаимовлияние скифского и фракийского мира было значительно более глубоким, чем это обычно представлялось.
Находки большого числа фракийских изделий в скифских памятниках, сделанные  украинскими археологами, подтверждают основную научную идею А.П. Манцевич.

## Список опубликованных работ[5]
1927
- Березанская амфора // Известия Государственной Академии истории материальной культуры. Л., 1927. Вып. 5. С. 283–295.

1931
- Der Armring aus Kul’-Oba // АА. 1931. H. 4. S. 106-116.

1932
- Ein Grabfund aus Chersones. L., 1932. 14 S. — (Verhandlungen der Akademie für Geschichte der materiellen Kultur. Bd 2).

1941
- О скифских поясах // СА. Т. VII. Л., 1941. С. 19-30.

1944
- О произведениях И.Е. Репина в Кировском художественном музее // Кировская правда. 5 июля 1944. С. 3.

1945
- О датировке кургана Солоха // СГЭ. [Вып.] 3. Л., 1945. С. 8.

1947
- Амфоры кургана Солоха // СГЭ. [Вып.] 4. Л., 1947. С. 3-5.

1948
- Шейные уборы скифского периода // КСИИМК. Вып. 22. М.;Л., 1948. С. 68-73.

1949
- Золотой гребень из кургана Солоха // Сокровища Эрмитажа. М.;Л., 1949. С. 75-80.
- К вопросу о торевтике в скифскую эпоху // ВДИ. 1949. №2. С. 196-220.
- Серебряная ваза из кургана Чертомлык // Сокровища Эрмитажа. М.;Л., 1949. С. 85-88.
- Электровая ваза из кургана Куль-Оба // Сокровища Эрмитажа. М.;Л., 1949. С. 81-84.

1950
- Гребень и фиала из кургана Солоха // СА. Т. XIII. M.;Л., 1950. С. 217-238.

1955
- Эрмитаж. Первобытная культура. Вып. 1. М., 1955. 62 с. [В соавторстве с Г.П. Гроздиловым, О.И. Давидан, А.А. Иессеном, Б.А. Латыниным, М.З. Паничкиной, К.М. Скалон]. — (Государственный Эрмитаж. Путеводители по выставкам).

1957
- Ритон Талаевского кургана // История и археология древнего Крыма. Киев, 1957. С. 155-173.

1958
- Бронзовые пластины из Прикубанья // Изследования в чест на академик Д. Дечев. София, 1958. С. 459-468.
- Головка быка из кургана VI в. до н.э. на реке Калитве // СА. 1958. №2. С. 196-202.
- Предисловие // Б.М. Прилежаева-Барская. В Северном Причерноморье. Историческая повесть. М., 1958. С. 3-7.
- Серебряный сосуд Мастюгинского кургана // Acta Archaeologica Academiae Scientiarum Hungaricae. Budapest, 1958. T. 9. P. 315-333.

1959
- Золотой венец из кургана на р. Калитве. К вопросу об агафирсах // Известия на археологическия институт при Българска Академия на науките. Т. XXII. София, 1959. С. 57-79.
- Горит из кургана Солоха // Тез. докл. науч. сессии, посвящ. итогам работы ГЭ за 1959 г. Л., 1960. С. 16.

1961
- Бронзовые котлы в собрании Государственного Эрмитажа. (Котёл из кургана Солоха) // Исследования по археологии СССР / Сб. ст. в честь М.И. Артамонова. Л., 1961. С. 145-150.
- Золотая чаша из Келермесского кургана // Omagiu lui George Oprescu. Bucureşti, 1961. P. 331-339.
- Рельеф из городища Скельки близ Ольвии. К вопросу о вотивных рельефах на территории Северного Причерноморья // КСИА АН УССР. Вып. 11. Киев, 1961. С. 10-19.
- Серьги из станицы Крымской // АСГЭ. [Вып.] 2. Л., 1961. С. 154-162.
- A Kalitva folyö Melletiikurgán // Archaeologiai Értesitö. Budapest, 1961. Köt. 88. 1. P. 77-81.
- Leningrado // Encyclopedia dell’arte antica. Vol. IV. Roma, 1961. P. 451-456.

1962
- Золотой гребень из кургана Солоха. Л., 1962. 10 с.
- Горит из кургана Солоха // ТГЭ. Л., 1962. [Т.] 7. С. 107-121.
- Рец.: К. Majewski // Archaeologia. 1963. T. 14. P. 214-215.
- О золотой пластине из кургана Карагодеуашх (к толкованию сюжета) // СГЭ. Л., 1962. [Вып.] 23. С. 41-43.

1963
- Искусство Болгарии с древнейших времён до наших дней. Каталог выставки. Л., 1963.40 с. [В соавторстве с М.П. Ваулиной, Д.П. Димитровым, Я.В. Доманским и М.Г. Райчевым].
- Das Relief aus Skelka bei Olbia // Bibliotheca classika orientalis. Documentation der altertumswissen-schaftlichen Liferatur des Sowietunion und der Länder der Volksdemokratie. Bd VIII. Berlin, 1963. H.4. S. 231.

1964
- О пластине из кургана Карагодеуашх. К толкованию сюжета // АСГЭ. Л., 1964. [Вып.] 6. С. 128-138.
- О происхождении предметов торевтики из скифских курганов // Тез. докл. на юбил. сессии ГЭ. Секционные заседания. Л., 1964. С. 14-16.

1966
- Ваза из кургана Куль-Оба // Эрмитаж за 200 лет. (1764-1964). История и состав коллекций, работа музея. М.;Л., 1966. Кат. №12.
- Ваза из кургана Чертомлыкского // Эрмитаж за 200 лет. (1764-1964). История и состав коллекций, работа музея. М.;Л., 1966. Кат. №13.
- Гребень из кургана Солоха // Эрмитаж за 200 лет. (1764-1964). История и состав коллекций, работа музея. М.;Л., 1966. Кат. №11.
- Деревянные сосуды скифской эпохи // АСГЭ. Л., 1966. Вып. 8. С. 23-38.
- Меч из Келермесского кургана // Эрмитаж за 200 лет. (1764-1964). История и состав коллекций, работа музея. М.;Л., 1966. Кат. №3.
- Украшение щита из станицы Костромской // Эрмитаж за 200 лет. (1764-1964). История и состав коллекций, работа музея. М.;Л., 1966. Кат. №4.

1967
- О происхождении предметов торевтики из курганов скифской эпохи по материалам * Государственного Эрмитажа // Тез. докл. науч. конф. по вопросам скифо-сарматской археологии. М., 1967. С. 11-13.

1968
- Об амфорах из кургана Солоха // СГЭ. Л., 1968. [Т.] 29. С. 48-53.
- Sur l’origine des objets de toreutique retrouvés dans les tumuli de l’époque scythe // Reflets d’humanisme / Édité par l’Association universitaire des voyages d’humanisme. Vol. 39. Bruxelles, 1968. P. 3-19.
- Рец.: Berciu I. // Revista de referate şi recenzii a centrului de documentare ştiinţifică a Academiei. Alba Iulia, 1970. P. 773-783.

1969
- Бронзовые пластины из второго Мастюгинского кургана. К вопросу о фракийских шлемах // АСГЭ. Л., 1969. [Вып.] 11. C. 104-113.
- О щитах скифской эпохи // СА. 1969. №1. С. 19-30.

Парадный меч из кургана Солоха // Древние фракийцы в Северном Причерноморье // МИА. №150. М., 1969. С. 96-118.
- Scythian, Persian and Central Asian art from the Hermitage collection. Leningrad. Tokyo; Kyoto, 1969. P. 3-8, 23-26, 31-33 [вступ. ст. о Скифии, каталог предметов на яп. и англ. яз.].

1970
- Алебастровые изделия в собрании Эрмитажа // СГЭ. Л., 1970. [Вып.] 31. С. 63-65.

1971
- Остатки бронзового щита из IV Семибратнего кургана // СГЭ. Л., 1971. [Вып.] 32. С. 64-66.
- Sur quelques objets du tumulus de Maicop // Apulum. Vol. IX. Alba Iulia, 1971. P. 103-127.

1973
- Золотой гребень из кургана Солоха. Л., 1973. 6 с.
- Античная художественная бронза / Каталог выставки. Л., 1973. 140 с. [В соавторстве с З.А. Билимович, С.П. Борисковский, Л.К. Галаниной, О.Я. Неверовым и К.М. Скалон].
- Древнейшее ожерелье в собрании Государственного Эрмитажа // Archeologia Polona. Vol. XIV. Warszawa, 1973. P. 59-77.
- Мастюгинские курганы. По материалам из собрания Государственного Эрмитажа // АСГЭ. Л., 1973. [Вып.] 15. С. 12-46.
- Предметы из бронзы, найденные в кургане Солоха // Античные города Северного Причерноморья и варварский мир / Краткие тез. докл. науч. конф. Л., 1973. С. 22-24.
- До питания про «Сибірську» коллекцию Петра I // Археологія. Київ, 1973. № 8. С. 9-27.

1974
- Чертомлыкская ваза и пектораль из Толстой Могилы // Pulpudeva. Sofia, 1974. Vol. I. P. 83-98.
- [Гребень из кургана Солоха. Статья в японской газете. 1974].

1975
- К вопросу об изображениях «варваров» на предметах торевтики из курганов Северного Причерноморья // Studia Thracica. Vol. I. Sofia, 1975. P. 112-126.
- Керамічна тара з кургану Солоха // Археологія. Київ, 1975. №17. С. 72-86.

1976
- Изображения «скифов» в ювелирном искусстве античной эпохи // Archeologia. Vol. 26. 1975. Warszawa, 1976. P. 1-45.
- Находка в Запорожском кургане. К вопросу о сибирской коллекции Петра I // Скифо-сибирский звериный стиль в искусстве народов Евразии. М., 1976. С. 164-193.

1977
- К вопросу о мечах скифской эпохи // СГЭ. Л., 1977. [Вып.] 42. С. 36-38.
- Sur l’origine des objets de l’époque scythe d’après les matériaux de l’Ermitage // Jahrbuch für prähistorische und ethnographische Kunst. 1977. Bd 24. S. 69-78.

1979
- К открытию царской гробницы в Македонии в 1977 г. // СГЭ. Л., 1979. [Вып.] 44. С. 49-51.

1980
- Золотой нагрудник из Толстой Могилы // Thracia Serdicae. Vol. V. 1980. P. 97-120.
- Канфар из кургана Солоха. К вопросу о фракийских центрах торевтики // Pulpudeva. Sofia, 1980. Vol. 3. P. 61-72.
- Об уздечках фракийского типа из кургана Огуз // Actes de IIe Congrès international de Thrakologie. Bucureşti, 1980. Vol. 1. P. 267-293.
- Открытие царской гробницы у дер. Вергина в северной Греции: Античная Македония // ВДИ. 1980. №3. С. 152-167.
- Sur l’origine des objets de toreutique retrouvés dans les tumuli de l’époque scythe // Studies in ancient Jewellery. Louvain, 1980. P. 80-105.
- Zu den skythisch-thrakischen kulturellen Beziehungen in der Antike (unter besonderer Berücksichtigung der Toreutik) // 3. Internationaler Thrakologischer Kongress. Wien, 1980. S. 130-135.

1982
- Finds in the Zaporozhe Barrow: New Light on the Siberian Collection of Peter the Great // American Journal of Archaeology. Vol. 86. 1982. P. 469-474.

1987
- Курган Солоха. Л., 1987. 144 с. (Публикация одной коллекции).
- Рец.: Hrala I. // Archeologicke rozhledy. Vol. 41. Č. 3. 1989. P. 338-339.